# モハマッド・ナザール
モハマッド・ナザール（1935年 - ?）は、アフガニスタンの政治家、軍人。大将。共産政権時代に空軍及び防空軍司令官、参謀総長、国防相、第一副首相等を務めた。

## 経歴
シンダンド郡出身。パシュトゥーン人。
空軍に勤務し、カブール陸軍大学を卒業。1974年からアフガニスタン人民民主党、ハルク派。
- 1978年～1979年 - 空軍司令官
- 1979年9月25日～1980年 - 通信次官
- 1980年～1982年 - 空軍及び防空軍司令官
- 1982年～1984年 - ソ連軍参謀本部アカデミーに研修
- 1983年 - アフガニスタン人民民主党中央委員会委員、革命会議議員
- 1984年1月～12月 - 参謀総長
- 1984年12月4日～1986年12月 - 国防相
- 1986年5月22日～ - 国防会議副議長を兼任
- 1985年11月 - アフガニスタン人民民主党政治局員候補、革命会議幹部会議員
- 1986年12月5日～1990年4月 - 第一副首相

1990年4月、シャフナワーズ・タナイ国防相の反乱に関与し逮捕。
1990年代後半、ターリバーンにより処刑。